# Code Vein
Code Vein è un videogioco Action RPG sviluppato e pubblicato da Bandai Namco Entertainment, diretto da Hiroshi Yoshimura e prodotto dallo stesso team della serie God Eater. Il gioco è uscito il 27 settembre 2019 per PlayStation 4, Microsoft Windows e Xbox One.

## Trama
Il mondo è stato completamente stravolto da un cataclisma conosciuto come la Grande Rovina, con la comparsa di gigantesche guglie fuoriuscite dal terreno, note come i Rovi del giudizio, e mostruose bestie definite semplicemente "orrori". Per sopravvivere, i superstiti hanno modificato artificialmente il proprio corpo tramite un parassita denominato BOR, divenendo Redivivi, esseri simili a vampiri in grado di risorgere, fintanto che il parassita è ancora vivo nel cuore dell'ospite, al prezzo di due condizioni: la graduale perdita di memoria a ogni resurrezione e il costante sostentamento di sangue che, se non placato, li porta a trasformarsi in mostruosità chiamati Corrotti.
Il protagonista, un redivivo che ha perso gran parte della propria memoria, si risveglia insieme a una ragazza in bianco, che lo guida verso una sorgente di gocce di sangue ormai appassita dove utilizza il proprio sangue per restaurarla e placare la propria sete. Poco dopo, però, vengono catturati da una fazione di redivivi che usano i prigionieri per recuperare le gocce di sangue nelle rovine, necessarie a mantenerli tramite un sistema di tributi. Il protagonista viene così scaraventato nelle profondità del sottosuolo insieme a un altro redivivo, Oliver Collins, dove riescono a difendersi dai Corrotti finché la maschera di quest'ultimo - le quali contengono filtri per purificare il "miasma", una sostanza che sembra accelerare il processo di corruzione - viene danneggiata e decide di restare indietro. Il protagonista incontra un altro redivivo che lo aiuta a uscire, ma una volta risaliti in superficie trovano Oliver ormai corrotto, il quale ha ucciso i suoi carcerieri, e una volta sconfitto fa cadere un Vestigio: frammenti di memoria cristallizzati dei redivivi che, tuttavia, causano la trasformazione in Corrotti. Nonostante le avvertenze del suo compagno e incoraggiato dalla ragazza, il protagonista lo afferra e vengono trasportati nei ricordi di Oliver.
Una volta tornati nel mondo reale il redivivo si presenta come Louis, leader di un'altra fazione comprendente il suo compagno di avventura Yakumo Shinonome, la venditrice Coco, l'armaiola Rin Murasame e il membro dell'organizzazione Cerbero Davis; inoltre, la ragazza si presenta come Io, non ricordando quasi nulla del suo passato ma sapendo molte cose sul mondo. Louis rivela che si trovano dentro Vein, una terra circondata dal miasma chiamato Foschia rossa che impedisce qualunque contatto con l'esterno - motivo per cui è stata soprannominata "Carcere della foschia" - in quanto, dopo la battaglia contro la misteriosa Regina, vi sono rimasti intrappolati. Le sorgenti di gocce di sangue hanno iniziato a prosciugarsi a causa del miasma, aggravando ancora di più la situazione dei Redivivi che, per paura di trasformarsi in Corrotti, si sono dati al saccheggio delle poche gocce rimaste, usano i pochi esseri umani come sacche di sangue oppure hanno preso parte allo spietato sistema di tributi ideato da Gregorio Silva, un redivivo che ha istituito un governo provvisorio dopo la sconfitta della Regina. L'obiettivo di Louis è quello di fermare la sete di sangue dei Redivivi così da poter convivere con gli umani; inoltre, scoprono che il codice sanguigno del protagonista (ovvero ciò che definisce un individuo) è stato distrutto molto tempo fa e che ora è di Tipo vuoto, cioè in grado di assorbirne altri. Insieme a Louis e Yakumo, il protagonista si incammina alla ricerca delle sorgenti di sangue prosciugate per rivitalizzarle e seguire il loro flusso che le collegano a una faglia, in grado di creare illimitatamente le gocce di sangue. Durante il percorso incontrano un redivivo noto come il Cacciatore insieme a una donna, la quale assorbe uno strano oggetto estratto da un corpo. Scesi in profondità incontrano Mia Karnstein e il suo fratellino Nicola, ormai quasi sull'orlo della follia e per questo ucciso dal Cacciatore.
Lanciatosi al suo inseguimento finiscono nella Cattedrale del Sangue sacro, dove il protagonista ritrova una traccia dei propri ricordi: un tempo faceva parte del gruppo di redivivi selezionati per l'Operazione Destituzione volta a sconfiggere la Regina, facendo coppia con il Cacciatore il cui vero nome è Jack Rutherford. I due combatterono contro il Cavaliere della Regina, ma quando la stessa si presentò davanti a loro arrivò a un passo dal finirli, venendo salvati dal tempestivo intervento di Gregorio Silva. Il protagonista riuscì a sferrarle un colpo fatale, ma durante il combattimento perse la sua maschera, esponendosi direttamente al sangue stesso della Regina e costringendo Jack a ucciderlo. Giunti alla cattedrale il gruppo incontra un corrotto noto come Erede della cassa toracica, il quale si rigenera da un grande Vestigio che il protagonista assorbe e rivelandosi una donna del passato di Louis chiamata Aurora Valentino. Costei spiega come l'esperimento che ha trasformato Cruz, un'amica d'infanzia di Louis e figlia di Silva, nella Regina l'ha resa completamente immortale, così Silva decise di dividerne il corpo in tredici pezzi chiamati "cimeli", ciascuno sigillato in diversi redivivi ma che poco a poco corrosero le loro menti; inoltre, rivela al protagonista che egli divenne l'Erede del sangue quando sconfisse Cruz, intimandogli di trovare e assorbire i cimeli dagli altri Eredi per impedire la resurrezione della Regina, e che più avanti troveranno l'Erede del cuore. Giunti nella sala interna, Louis scopre che si tratta di sua sorella Karen, divenuta essa stessa la fonte delle sorgenti di gocce di sangue. Sulla via del ritorno incontrano Jack, il quale rimane sorpreso di trovare vivo ed Erede il suo ex compagno, ma è costretto a ritirarsi in quanto la sua compagna Eva Roux accusa diversi sintomi.
Direttisi verso il Crinale delle anime congelate trovano l'Erede del respiro, il quale si rivela essere Nicola mentre quello che accompagnava Mia era un clone che Jack aveva ucciso poiché la sua esistenza ne accelerava la follia. Tornati alla base il gruppo riceve l'inaspettata visita di una ferita Eva, la quale rivela che lei e Jack sono stati assaliti da Juzo Mido, uno scienziato amorale con cui Yakumo aveva avuto a che fare in passato, il quale crede che i Redivivi siano il prossimo passo dell'evoluzione, e sta cercando gli Eredi: Jack ed Eva sono rispettivamente i detentori dell'occhio e della gola della Regina, il cui compito è sorvegliare gli Eredi, uccidendo gli attuali portatori dei cimeli quando ne vengono sopraffatti e conservandoli all'interno di Eva stessa finché non trovano un sostituto. Trovato Jack nelle gallerie sotto la città, questi rivela che Mido è riuscito a evadere dalla sua Cripta in quanto anch'egli un Erede e che ha preso i cimeli conservati dentro Eva. Scontratisi con uno dei soldati dello scienziato, dal Vestigio che lascia cadere Yakumo scopre che si tratta di uno dei suoi vecchi compagni, Miguel Garcia, e che la sua amica Emily Su si è offerta volontaria per divenire l'Erede dell'artiglio, trovandola nella Città delle Fiamme cadenti. Dopo la battaglia vengono raggiunti da Mido, con cui ingaggiano un combattimento insieme al sopraggiunto Jack ma vengono fermati facilmente dalle sue guardie, resi più forti grazie ai cimeli e modificati da lui stesso. Prima di andarsene rivela di aver lasciato andare Eva in quanto le aveva somministrato un siero per renderla una corrotta, in modo da guidarlo da Silva. Il gruppo si dirige verso i resti di Corona di sabbia, dove riescono a trovare Eva parzialmente trasformata e a liberarla. Arrivati davanti al vischio che permetterà loro di arrivare alla fortezza contenente la cripta di un altro Erede, Jack rivela che, forse, Mido intende resuscitare la Regina trovando tutti i cimeli, e il motivo per cui sta cercando Silva è perché è un Erede anche lui nonché creatore della Foschia rossa, spiegando che il Carcere della foschia serve a contenere i Redivivi per il bene dell'umanità.
Quando il gruppo raggiunge Mido, però, egli rivela il suo vero piano di far scomparire la Foschia, uccidendo i suoi uomini così che i tre cimeli in loro possesso si vadano a fondere istintivamente nel corpo di Silva e mutandolo in un corrotto. La Foschia rossa sparisce, ma un gruppo di redivivi che si trova lì vicino viene attaccato da un enorme mostro quando all'improvviso la Foschia si rigenera, sigillando di nuovo Vein. Furioso del fatto che Silva resista all'influenza dei cimeli, Mido rivela che la Foschia non serve a imprigionare i Redivivi ma a proteggerli dagli "orrori" che infestano il mondo, creature che divorano qualunque cosa incontrino, e loro, inizialmente, furono creati per contrastarli, con la Regina che sarebbe dovuta essere la loro mente collettiva. Quest'ultima, però, finì per impazzire, e dopo la sua sconfitta Silva rifiutò la proposta di Mido di evolvere i Redivivi per contrastare gli orrori. Decide, quindi, di andare personalmente a ucciderlo e abbassare di nuovo la Foschia, ma il gruppo riesce a sconfiggerlo. Purtroppo, però, Silva è diventato un corrotto e l'unica opzione rimasta è che il Protagonista decida di sostituirlo per mantenere attiva la Foschia. Direttisi verso la cripta di Silva, situata sotto la sede del governo provvisorio, affrontano un rinato Cavaliere della Regina e, tramite il suo Vestigio, Io capisce che lei e le sue sorelle sono state generate da quello della Regina stessa affinché si prendessero cura degli Eredi. Dopo aver sconfitto Silva, il finale verrà influenzato da quanti Eredi sono stati salvati.
- Eredi: ottenuto non ripristinando le memorie degli Eredi. Dopo aver sconfitto il Re dei teschi, il protagonista assorbe i suoi cimeli diventando la nuova Regina, e Louis è costretto a trafiggerlo per impedirgli di provocare di nuovo il caos. Mia, Yakumo e Jack assorbono i cimeli dei loro rispettivi cari diventando nuovi Eredi, mentre Louis assorbe i restanti per poi sedersi sul trono e mantenere la Foschia. Io si trasforma in cenere mentre è seduta alla prima sorgente di sangue dove ha incontrato il protagonista.
- Per l'eternità: ottenuto ripristinando le memorie di almeno due Eredi tramite le rispettive Vestigi. Il cimelio di Silva richiama tutti gli altri mutandolo nella Vergine nata. Dopo la battaglia il protagonista assorbe tutti i cimeli e siede sul trono, rimanendovi in un sonno eterno alimentato dalle gocce di sangue offerte in tributo e con Io che resta al suo fianco prima di trasformarsi in cenere.
- Abitanti nel buio: ottenuto ripristinando le memorie di tutti gli Eredi tramite le rispettive Vestigi e raccolto le Vestigi di Eos prima dello scontro finale. Dopo la battaglia con la Vergine nata, Io assorbe tutti i cimeli, compresi quelli degli Eredi rimasti nelle Cripte, diventando una nuova Sorgente, con cui potrà placare la sete di sangue dei Redivivi e allo stesso tempo mantenere la Foschia, donando una goccia d'ambra contenente le sue memorie al protagonista. Passato un anno le cose all'interno di Vein iniziano a migliorare, con il protagonista che decide di uscirne utilizzando la goccia d'ambra per aprirsi un varco nella Foschia. A lui si aggregano Louis, Yakumo, Mia e Rin, intenzionati a scoprire il mondo esterno e cosa ha portato alla creazione dei Redivivi. Non appena varcano la soglia, il protagonista si gira e sembra scorgere Io.

## Personaggi
- Protagonista: un redivivo privo dei propri ricordi e che decide di unirsi alla fazione di Louis per scoprire la vera natura del mondo. Durante il tutorial viene rivelato che non possiede uno specifico codice sanguigno, motivo per cui è in grado di utilizzarli tutti. In seguito si scopre che egli è l'Erede del sangue della Regina, consentendogli di eliminare il miasma, purificare le Vestigi e ridare vita alle sorgenti sanguigne.
- Io (イオ?): una rediviva a cui, come il protagonista, manca la stragrande maggioranza dei ricordi, anche se è molto ben informata sul mondo di Vein. Ripristinando i Vestigi di Eos si scopre che Io è una manifestazione delle emozioni di Cruz, la quale desiderava creare degli aiutanti per gli Eredi nel tentativo di alleviarne il dolore e la sofferenza. Doppiata da: Lynn.
- Louis Amamiya (雨宮ルイ?, Amamiya Rui): il giovane leader della comunità di redivivi a cui si unisce il protagonista. Quando era ancora un umano fu uno degli studenti migliori della sua scuola, nonché compagno di classe e amico d'infanzia di Cruz Silva. Quando Cruz si offrì volontaria come cavia del progetto QUEEN, con la complicità di alcuni scienziati Louis andava a farle visita in segreto ogni giorno. Tuttavia, a causa degli atroci esperimenti ai quali veniva sottoposta, Cruz impazzì e uccise quasi tutti i presenti nella struttura, tra cui Louis e sua sorella Karen. Louis si risvegliò come redivivo dopo la Grande Rovina, senza ricordare quasi nulla di sé fatta eccezione per il suo nome e alcuni vaghi ricordi di Karen e Cruz. Ora, armato di un forte senso di giustizia, desidera fare luce sul suo passato e trovare una cura alla sete di sangue dei Redivivi in modo da fermare la trasformazione in Corrotti. Doppiato da: Kaito Ishikawa.
- Rin Murasame (リン・ムラサメ?): rediviva che si occupa dell'approvvigionamento e rafforzamento delle armi. Precedentemente era nota come "Yaksha" (demone) per la sua sorprendente abilità nel combattimento, ed era a capo di un'unità finché non poté più partecipare alle battaglie a causa di diversi incidenti. Doppiata da: Yuki Takada.
- Coco (ココ?, Koko): la proprietaria del negozio della base. Doppiata da: Mori Nanako.
- Karen Amamiya (雨宮カレン?, Amamiya Karen): sorella maggiore di Louis. Prima della Grande Rovina era una degli scienziati che lavorarono al progetto QUEEN, morendo insieme al fratello quando Cruz impazzì ma resuscitata poco tempo dopo e unendosi all'Operazione Destituzione in qualità di infermiera e ricercatrice dei Redivivi. Il suo unico desiderio era quello di aiutare i bisognosi e per questo decise di diventare l'Erede del cuore della Regina, la fonte di tutte le gocce di sangue di Vein. Doppiata da: Yumi Hara.
- Aurora Valentino: prima della Grande Rovina Aurora era una scienziata prestigiosa e, dopo essere resuscitata come rediviva, divenne una dei ricercatori a capo del progetto QUEEN. Dopo il fallimento del progetto e a seguito dell'Operazione Destituzione, inizialmente si oppose all'idea di Silva di dividere il corpo della Regina in tanti pezzi e di sigillarli negli Eredi, ma in seguito capì di non avere scelta. Così, per salvare ciò che restava del mondo e per il bene degli umani e dei redivivi, si offrì di diventare l'Erede della cassa toracica della Regina. Doppiata da: Arisa Sakuraba.
- Yakumo Shinonome (ヤクモ・シノノメ?): un redivivo con un passato da ex mercenario, amato per il suo forte senso del dovere e la cura verso gli altri. Quando tornò in vita Yakumo era sul punto di cedere alla sete di sangue e diventare un Corrotto, venendo salvato da Louis e accompagnandolo nelle sue missioni. Doppiato da Kosuke Toriumi.
- Jack Rutherford (ジャック・ラザフォード?, Jakku Razafōdo): prima dell'avvento dei Rovi del giudizio, Jack era un ex ballerino di intrattenimento. Dopo l'Operazione Destituzione entrò a far parte dell'unità Cerbero con il compito di trovare gli Eredi e divenendo noto come il "Cacciatore di Redivivi", poiché ogni volta che un candidato fallisce il test inizia a trasformarsi in un Corrotto e Jack è costretto a eliminarlo. È l'Erede dell'occhio della Regina, il quale gli consente di vedere l'energia del miasma e di individuare un possibile Erede tra i redivivi. Doppiato da: Junichi Suwabe.
- Mia Karnstein (ミア・カルンシュタイン?, Mia Karunshutain): una rediviva che decide di unirsi al gruppo del protagonista per ritrovare il fratellino Nicola. Doppiata da: Ai Kayano.
- Nicola Karnstein (ニコラ・カーンシュタイン?, Nikora Kānshutain): il fratello minore di Mia, con la quale viveva una vita pacifica prima che rimanessero entrambi uccisi durante la Grande Rovina. Nicola fu il primo a risvegliarsi dopo essere diventato un redivivo, mentre sua sorella rimase per lungo tempo in uno stato di coma. La determinazione di Nicola e il suo desiderio di proteggere Mia lo spinsero a offrirsi volontario per diventare un Erede, venendo assistito da Jack. Quando arrivò il giorno in cui questi lo condusse in una cripta sulle montagne, Nicola gli chiese se poteva usare i suoi nuovi poteri per creare un clone che avrebbe accompagnato Mia, ma Jack, il quale voleva evitargli ulteriori sofferenze, glielo proibì. Nicola, tuttavia, gli disubbidì, ordinando al clone di accompagnare e proteggere la sorella prima di trasformarsi nell'Erede del respiro della Regina. Doppiato da: Hiromi Igarashi.
- Eva Roux (エヴァ・ルゥ?, Eva Ru): un tempo Eva era un'umana tenuta prigioniera da un gruppo di redivivi, i quali la sfruttavano come fonte di nutrimento e abusavano spesso su di lei, e un giorno, infastiditi dal suo continuo cantare, le distrussero le corde vocali. Venne salvata da Jack innamorandosene perdutamente e per ripagare il debito nei suoi confronti Eva diventò una rediviva, riottenendo così la voce. In seguito, per aiutare Jack nella sua missione di trovare dei redivivi adatti a diventare Eredi, decise di diventare l'Erede della gola della Regina, con il potere di controllare le sabbie e placare i cimeli con la sua voce. Doppiata da: Saori Hayami.
- Davis (デイビス?, Deibisu): un redivivo facente parte della forza di sicurezza di Cerbero. A causa di numerose e intense battaglie ha perso gran parte della memoria. Doppiato da Shinya Takahashi.
- Gregorio Silva (グレゴリオ・シルバ?, Guregorio Shiruba): un ex soldato che ha lavorato duramente per salvare l'umanità dopo il crollo del mondo. Fu a capo del "progetto QUEEN" e quando la Regina, ovvero sua figlia Cruz, andò fuori controllo formò un'unità per partecipare all'Operazione Destituzione, divenendo lui stesso un redivivo. Dopo la sconfitta della Regina, per impedire che si ricostituisse ne divise il corpo creando i cimeli, divenendo il detentore di uno di essi. Creò Vein tramite la Foschia rossa per proteggere i Redivivi dagli orrori, instaurando un governo provvisorio per mantenere l'ordine e sostenersi tramite il sistema di tributi di gocce di sangue. Doppiato da: Akio Ōtsuka.
- Cruz Silva (クルス・シルバ?, Kurusu Shiruba): compagna di classe di Louis e figlia di Gregorio. Con l'avvento della Grande Rovina e l'apparizione degli orrori, si offrì volontaria per diventare la Regina dei Redivivi in modo da guidarli contro di loro. Gli esperimenti, tuttavia, la minarono fisicamente, finché non cedette alla follia e iniziò a sterminare qualunque cosa creando i Corrotti, venendo eliminata dal protagonista e Jack supportati da suo padre. Dopodiché Gregorio decise di dividerne il corpo in Vestigi conosciuti come "cimeli" e farli risiedere in alcuni redivivi, creando così gli Eredi per impedirle di tornare in vita. All'insaputa di tutti, però, quando il Protagonista assorbì il suo sangue, Cruz lo rese l'Erede del sangue e dai propri Vestigi creò le Custodi, manifestazioni delle sue emozioni con il compito prendersi cura degli Eredi. Doppiata da: Lynn.
- Emily Su (エミリー・スー?, Emirī Sū): amica d'infanzia di Yakumo dai tempi dell'orfanotrofio, divenuta una rediviva dopo la Grande Rovina e costretta come molti suoi compagni a lavorare per Mido come guardia del corpo. Quando lo scienziato ordinò di sacrificare Yakumo e altri di loro in stato di resurrezione per creare l'Erede dell'artiglio, Emily si offrì volontaria per proteggerli. Doppiata da: Yuuki Kuwahara.

## Boss

### Boss della storia
- Oliver Collins: un redivivo, armato di un grosso martello, che incontra il protagonista quando vengono buttati entrambi nelle profondità della città alla ricerca di gocce di sangue, dimostrandosi amichevole e affidabile. Dopo che la sua maschera viene danneggiata Oliver cede alla follia e diventa un corrotto, finendo per trasformarsi completamente in un Tritapietra durante lo scontro. Nelle Profondità è possibile trovare una versione alternativa denominata Prigioniero dell'abisso.
- Farfalla del delirio: un corrotto dall'aspetto di un'enorme donna dalle gambe affilate, sei ali simili a petali al posto delle braccia e una grossa coda che termina in un essere dagli occhi gialli e fauci enormi. I suoi attacchi applicano lo status veleno, tra cui proiettili e nubi di tale elemento. Nelle Profondità è possibile trovare una versione alternativa.
- Despota insaziabile: un grosso corrotto con una maschera che gli copre il volto e armato di due lame con cui sferra attacchi rapidi e veloci, oltre a generare dal terreno uno spuntone cremisi; inoltre, può evocare delle versioni ridotte di sé stesso. Nella seconda fase unirà le lame all'asta presente sul petto formando un'ascia bipenne, in grado di sferrare colpi meno veloci ma più potenti, e di scagliare un proiettile di sangue dal terreno. Tramite il suo Vestigio si scopre che è stato un redivivo con una vita difficile e venne scelto per essere un Erede. Nelle Profondità è possibile trovare una versione alternativa.
- Boia invasore: un corrotto che infesta la Fossa ullulante, dalle sembianze di una ragazza con i capelli raccolti in due code, armata di un'alabarda falciforme e in grado di manipolare l'acqua con cui infligge lo status inibizione. Nelle Profondità è possibile trovare una versione alternativa.
- Berserker lupo argentato: un soldato dell'organizzazione Cerbero trasformato in un corrotto. Quando si infuria ottiene maggiore velocità e resistenza a tutti gli elementi.
- Cavaliere della Regina: un corrotto dalle sembianze di un cavaliere contorto, armato di uno spadone, di uno scudo e due lame posizionate dietro la schiena, con cui è in grado di sferrare fendenti, affondi e cariche. In seguito inizierà a teletrasportarsi e a usare attacchi aerei. Ricomparirà davanti alla sede del governo provvisorio, più bianco ma con diversi segni di decadimento, e tramite il suo Vestigio si scopre che egli è la manifestazione della rabbia di Cruz Silva, ottenendo anche il suo codice sanguigno Ishtar.
- Erede della cassa toracica: la forma Erede di Aurora Valentino, un lupo bianco con un corpo umano rivolto all'indietro dotato di quattro braccia nella parte posteriore. Attacca principalmente con diverse magie legate ai vari elementi, da cui è possibile ripararsi dietro le colonne presenti sul posto. Sconfiggendola si otterrà il codice sanguigno Cassa toracica della Regina mentre ripristinando le memorie di Aurora quello Iside.
- Erede del respiro: la forma Erede di Nicola Karnstein, un cavaliere imponente (ovvero il modo in cui si immaginava per proteggere sua sorella) con due palchi di corna, di cui uno spezzato, sull'elmo e due propulsori sulla schiena, reminiscenza del suo zainetto-astronave. Attacca principalmente con uno scudo seghettato e magie di ghiaccio, abbandonando l'arma in seguito per essere più veloce e usando i due propulsori per lanciarsi. Sconfiggendolo si otterrà il codice sanguigno Respiro della Regina mentre ripristinando le memorie di Nicola quello Fionn. Nelle Profondità è possibile trovare una versione alternativa denominata Vagabondo effimero.
- Cacciatore dorato: uno dei soldati modificati di Juzo Mido, rivestito di un'armatura dorata dai tratti orientali e armato di un'alabarda con cui può sferrare fendenti e affondi. In seguito diverrà ancora più veloce e capace di scatenare un'esplosione intorno a sé che genererà delle piccole meteore. Tramite il suo Vestigio si scopre che si tratta di Miguel Garcia, uno dei vecchi compagni di Yakumo. Nelle Profondità è possibile trovare una versione alternativa insieme a un'altra denominata Cacciatore in nero.
- Erede dell'artiglio: la forma Erede di Emily Su, un felino antropomorfo rivestito di una tuta ignifuga aderente e una maschera, due code e tre artigli sulla mano sinistra incandescenti e una spada, che userà col proseguire dello scontro insieme ad attacchi infuocati. Sconfiggendola si otterrà il codice sanguigno Artiglio della Regina mentre ripristinando le memorie di Emily quello Scathach.
- Erede della gola: la forma Erede di Eva Roux, differenziandosi dagli altri Eredi in quanto il corpo originale è ancora presente ma quasi inglobato da una statua, raffigurante una donna ricoperta da un velo con una rosa nell'occhio destro. Possiede il potere di controllare le sabbie, come le grosse braccia che materializza dalle sue ali viola, e infligge lo status inibizione. Sconfiggendola si otterrà il codice sanguigno Gola della Regina mentre ripristinando le memorie di Eva quello Armonia. Nelle Profondità è possibile trovare una versione alternativa denominata Vagabondo malinconico.
- Cannoniere e Portatrice della lama: due soldati di Cerbero su cui Mido ha condotto esperimenti. Il Cannoniere somiglia a un Tritapietre, ma al posto del braccio destro presenta un lanciafiamme e manipola il fuoco, mentre la Portatrice della lama è una donna con gli occhi coperti da un visore e armata con una spada che, grazie alla sua alta mobilità e alla capacità di manipolare il ghiaccio, è in grado di coprire grosse distanze. Si incontreranno di nuovo nelle Profondità, dove una volta sconfittone uno l'altro ne assorbirà il potere: il Cannoniere sarà in grado di manipolare il ghiaccio e di caricare con una spallata mentre la Portatrice della lama manipolerà il fuoco e sferrerà un attacco caricato con la spada.
- Juzo Mido: uno scienziato con una perversa visione della vita, disposto a sacrificare qualunque cosa per far progredire la sua ricerca nell'elevare l'umanità, ad esempio sperimentando sui bambini di un orfanotrofio di cui facevano parte anche Yakumo ed Emily. La sua arma principale è una spada, i cui fendenti si ampliano quando è attiva, e utilizza diverse magie del sangue, tra cui quattro sfere che circondano gli avversari per, poi, esplodere.
- Custode dei cimeli: una delle Custodi incaricate di restare al fianco degli Eredi, corrotta dalla sete di sangue. È armata con un'alabarda e utilizza diverse magie del sangue, tra cui delle onde che estendono la portata dei suoi attacchi.
- Re dei teschi: la forma corrotta di Gregorio Silva dopo aver assorbito altri tre cimeli della Regina, diventando un grottesco licantropo armato di due spadoni e capace di usare ancora il suo Velo di sangue di tipo Segugio.
- La Vergine nata: la forma che Gregorio Silva assume quando assorbe quasi tutti i cimeli della Regina, trasformandosi in una sua reincarnazione grottesca formata da pietra e cavi blu, dotata di sei arti e una bocca circolare irta di denti su cui si dirama un ventaglio con dei volti. Attacca con potenti colpi e magie, tra cui delle lance di luce.

### Boss dei DLC
- Cavaliere infernale: boss finale dell'espansione Hellfire Knight, presente nelle Profondità Oblio ardente. Si tratta di un Hannibal somigliante a un corrotto, apparendo come un cavaliere corazzato che manipola il fuoco con cui crea anche delle armi.
- Imperatrice gelida: boss finale dell'espansione Frozen Empress, presente nelle Profondità Prigione di ghiaccio celestiale. Assomiglia a una Prithvi Mata ma le movenze ricordano quelle di un Marduk, apparendo come una sfinge metallica che manipola il ghiaccio. Durante il combattimento, inoltre, sono presenti due cristalli che gireranno intorno al boss e lo potenzieranno nel tempo: quello rosso aumenterà la difesa, gli attacchi usando il ghiaccio e infine le permetterà di usare una bufera per proteggersi, mentre quello blu le permetterà di generare delle colonne di ghiaccio, le quali appariranno più frequentemente se ci si avvicinerà al boss e che infine possono produrre delle esplosioni; se entrambi l'avranno potenziata al massimo si teletrasporteranno intorno alla mappa sparando raggi di ghiaccio.
- Signore del tuono: boss finale dell'espansione Lord of Thunder, presente nelle Profondità Abisso eterno. Si tratta di un Vajra simile a un corrotto, in gran parte ricoperto da pelo bianco, con più occhi, delle escrescenze sulla testa che formano una corona e due ali dotate di lame che rimandano al Dyaus Pita, suoi principali strumenti di offesa insieme a diversi attacchi elettrici. Inoltre, presenta dei filamenti sulla corona e sulle ali, i quali cambiano colore da viola, a blu e a rosso man mano che viene colpito diventando più veloce e aggressivo.

## Modalità di gioco
Il gioco è ambientato in un open world distopico post-apocalittico con una prospettiva in terza persona. Il gameplay è ispirato alla serie di videogiochi Dark Souls mentre l'animazione a God Eater 3, entrambe di proprietà di Bandai Namco. Oltre alle varie tipologie di armi il combattimento prevede anche l'uso dei Doni, abilità attive e passive, tramite l'utilizzo di un numero di icore, i codici sanguigni, che determinano le statistiche del personaggio, e i Veli di sangue, abiti suddivisi nei quattro tipi Orco, Pungiglione, Segugio ed Edera, che influiscono sulle statistiche e sfruttano i colpi prosciuganti in grado di rigenerare l'icore. Inoltre, viene introdotta la meccanica dei compagni, personaggi del gioco che accompagnano il protagonista durante le missioni come supporto.

## Sviluppo
Il gioco è stato annunciato nell'aprile 2017 e originariamente era programmato per essere rilasciato a settembre 2018, fino a quando non è stato rimandato al 27 settembre 2019. La sequenza di apertura del gioco è stata creata dallo studio di animazione Ufotable. A gennaio 2020 è stato rilasciato il primo pacchetto di contenuti scaricabili del gioco, Hellfire Knight, il secondo, Frozen Empress, un mese dopo, mentre l'ultimo, Lord of Thunder, il 25 marzo 2020.

## Riferimenti a God Eater
Benché gli sviluppatori avessero dichiarato inizialmente che Code Vein sarebbe stato un gioco slegato da qualsiasi altra loro opera, sono presenti diversi collegamenti a God Eater, i più importanti dei quali sono il filmato in cui compare il Dyaus Pita, celebre Aragami della serie, e i boss delle espansioni.
- Il cognome di Louis e di sua sorella Karen, Amamiya, è un rimando a Lindow Amamiya, anche se non è chiaro che tipo di legame ci sia tra i tre.
- Il soprannome di Rin Murasame, "Yaksha", deriva dall'omonimo Aragami apparso in God Eater Burst.
- La Farfalla del delirio è ispirata all'Aragami Sariel, per via del rimando al suddetto insetto, negli attacchi e nella capacità di infliggere lo status veleno; inoltre, la sua coda è ispirata alla modalità Predatore dei God Arc.
- Nella Fossa ullulante è possibile trovare un oggetto chiamato Bambola di Bugarally, una celebre serie anime presente nella serie.
- L'Erede dell'artiglio è ispirato all'Hannibal.
- Benché il combattimento con il Cannoniere e la Portatrice della lama sia un rimando a Ornstein e Smough di Dark Souls (in particolare la versione delle Profondità) i personaggi sembrano essere ispirati sull'Arda Nova, un Aragami composto da due corpi, uno maschile e l'altro femminile.
- La Vergine nata presenta le caratteristiche di un Vajra e dell'Ultimo vestigio. Il nome di quest'ultimo, inoltre, è un rimando non solo alle forme cristallizzate dei ricordi dei Redivivi ma anche alla loro perdita di memoria, in quanto rappresenta la forma Aragami della Dott.ssa Rachel Claudius, Serramondo, ma senza la sua razionalità.